# Белевренска река
Белевренска река (или Селската река) е река в Югоизточна България, област Бургас – община Средец, десен приток на Факийска река. Дължината ѝ е 24 km.
Белевренска река води началото си под името Доандере от планината Странджа, от 655 m н.в. в местността „Арабаджибаир" на българо-турската граница, на 4 km южно от село Белеврен, община Средец. По цялото си протежение (с изключение на най-горното си течение) тече в плитка, слабозалесена долина, до село Белеврен на север, след него на североизток, в средното си течение на север, а в долното – на северозапад. Влива се отдясно във Факийска река, на 136 m н.в., на 600 m южно от село Голямо Буково.
Площта на водосборния басейн на Белевренска река е 90 km2, което представлява 14 % от водосборния басейн на Факийска река.
Основни притоци са: Селската река (ляв), Алатлийска река и Тикенджанска река (десни).
По течението на реката е разположено само село Белеврен.

## Топографска карта
- Лист от карта K-35-67. Мащаб: 1 : 100 000.